# Ваккерсдорф
Ваккерсдорф (нем. Wackersdorf) — община в Германии, в земле Бавария. 
Подчиняется административному округу Верхний Пфальц. Входит в состав района Швандорф. Подчиняется управлению Ваккерсдорф.  Население составляет 5006 человек (на 31 декабря 2010 года). Занимает площадь 33,56 км².

## Население
По оценке на 31 декабря 2015 года население общины Ваккерсдорф составляет 5148 чел. 

| Дата      | 1840 | 1871 | 1900 | 1925 | 1939 | 1950 | 1961 | 1970 | 1987 | 2011 |
| --------- | ---- | ---- | ---- | ---- | ---- | ---- | ---- | ---- | ---- | ---- |
| Население | 607  | 695  | 719  | 1906 | 2090 | 2886 | 3678 | 4105 | 3896 | 5023 |

| Год       | 1960 | 1970 | 1980 | 1990 | 2000 | 2009 | 2010 | 2011 | 2012 | 2013 | 2014 | 2015 |
| --------- | ---- | ---- | ---- | ---- | ---- | ---- | ---- | ---- | ---- | ---- | ---- | ---- |
| Население | 3557 | 4086 | 3671 | 4178 | 4859 | 4979 | 5006 | 5028 | 5036 | 5102 | 5134 | 5148 |

## Экономика
В городе расположен один из заводов компании Sennebogen